# نانگیلا ون ایک
نانگیلا ون ایک (انگلیسی: Nangila van Eyck؛ زادهٔ ۱۳ ژوئیهٔ ۱۹۸۴) بازیکن فوتبال اهل پادشاهی هلند است.
از باشگاه‌هایی که در آن بازی کرده‌است می‌توان به باشگاه فوتبال ادو دن هاخ و باشگاه فوتبال هیرنفین اشاره کرد.
وی همچنین در تیم ملی فوتبال زنان هلند بازی کرده‌است.